# Oulitches

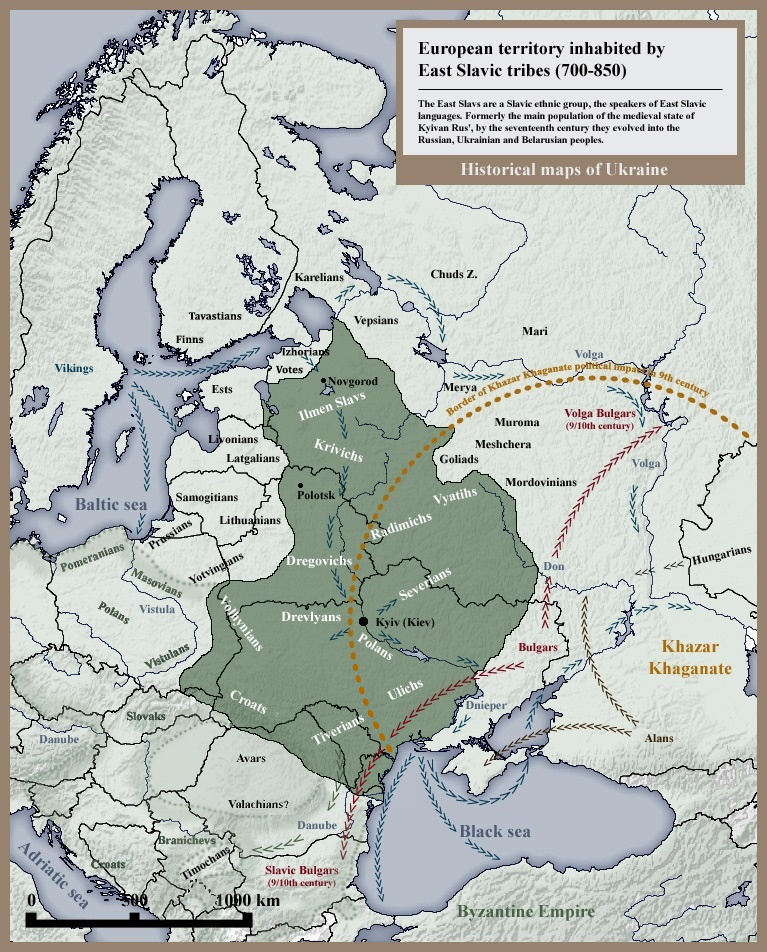
Répartition géographique des slaves orientaux aux.

Les Oulitches (Уличи (Угличи) en russe, Уличі (Угличі) en ukrainien) sont un peuple slave vivant dans les bassins du moyen-Dniestr, du Boug méridional et au nord de la mer Noire du VIIe au XIe siècle. Leur nom viendrait du terme slave ougol (« coin ») et du grec Ογλος (« angle », « coin ») qui pourrait désigner la Moldavie, « coincée » entre les Carpates, la mer Noire et le Dniestr. Leur capitale se trouvait à Peresecina, ville située dans l'actuelle Moldavie, près d'Orhei.
Ils sont brièvement mentionnés une première fois avec les Tivertses dans un manuscrit ruthène en 863, puis dans les chroniques russes. 
Les vestiges archéologiques, notamment sur la rivière Ros attestent également leur présence. 
La dernière mention de ce nom dans les Chroniques; date de 1197, mais des historiens hongrois, bulgares et russes pensent qu'ils ont pu se maintenir plus tard, sous le nom de Brodniks (en). 
Ils ont fait partie du premier empire bulgare (qui s'étendait jusqu'à l'actuelle Ukraine) puis ont longuement résisté à la Rus' de Kiev avant de devoir se réfugier vers le sud-ouest, en Moldavie, au XIIIe siècle. Ils ont fini par être assimilés par les Moldaves et les Bulgares.